# Chancy
Pour les articles homonymes, voir Chancy.
Chancy (/ʃãsi/) est une commune suisse du canton de Genève.
La commune est située à l’extrémité occidentale de la Suisse.

## Géographie
Chancy est la commune la plus occidentale de Suisse. Elle se situe à l'endroit où le Rhône quitte le territoire helvétique et correspond également au point le plus bas en altitude de la Suisse romande. Chancy est donc la commune suisse la plus proche de l'océan Atlantique, Châtelaillon-Plage en Charente-Maritime (France) au bord de l'Atlantique se trouve à 543 kilomètres à vol d'oiseau.
La commune de Chancy s'étend sur 5,36 km2. 11,0 % de cette superficie correspond à des surfaces d'habitat ou d'infrastructure, 52,1 % à des surfaces agricoles, 32,6 % à des surfaces boisées et 4,3 % à des surfaces improductives.
La commune comprend les localités de Le Cannelet et Passeiry. Elle est limitrophe d'Avully et Avusy, ainsi que des communes françaises de Viry, Valleiry et Vulbens en Haute-Savoie, et Pougny dans l'Ain.

## Toponymie
Le nom de la commune, qui se prononce (/ʃãsi/), dérive vraisemblablement du nom de personne latin Cantius et du suffixe celtique -akos/-acum, qui désigne un lieu.
La commune se nomme Thanfi en patois genevois.

## Politique et administration
La commune comprend un Conseil administratif de trois membres, qui constitue l'exécutif de la commune, ainsi qu'un conseil municipal de quinze membres, tous élus au suffrage universel pour un mandat de cinq ans.
Le Conseil administratif est élu au scrutin majoritaire, le premier tour devant avoir lieu en même temps que l'élection du Conseil municipal. Il est composé de trois conseillers administratifs et nomme chaque année son président, qui porte le titre de maire, et son vice-président. Les conseillers se répartissent eux-mêmes les dicastères.

### Membres du Conseil administratif (législature 2025-2030)
Le conseil administratif, entré en fonction le 1er juin 2025, constitue l'exécutif de la commune et se compose de la façon suivante :
| Identité        | Étiquette          | Étiquette | Fonction | Dicastères |
| --------------- | ------------------ | --------- | -------- | --- |
| Patrick Bouvier | Chancy avance      |           | Maire    | Administration générale (délégué) Finances (délégué) Immeubles communaux (délégué) Cimetière (délégué) Taxe professionnelle (délégué)                                                                 |
| Xavier Beuchat  | Chancy avance      |           | Adjoint  | Circulation et Sécurité routière (délégué) Aménagement, Environnement et Energie (délégué) Constructions (délégué) Développement durable (délégué) Jardins communaux (délégué)                        |
| Martine Pasche  | Bon vivre à Chancy |           | Adjointe | Sports, Loisirs et Communication (déléguée) Affaires sociales, Sociétés locales et Solidarité (déléguée) Ecole, Parascolaire et Jardin d'enfants-Garderie (déléguée) Développement durable (déléguée) |

### Conseil municipal (législature 2025-2030)
À la suite des élections municipales du 23 mars 2025, le Conseil municipal, composé de 15 membres (ainsi que d'un bureau avec un président, un vice-président et un secrétaire), est renouvelé, et est représenté de la manière suivante : 
| Parti                              | Voix | Suffrages en % | +/-   | Sièges  | +/- |
| ---------------------------------- | ---- | -------------- | ----- | ------- | --- |
| Ensemble pour Chancy               | 350  | 88,36 %        | 88,36 | 14 / 15 | 14  |
| Union démocratique du centre (UDC) | 47   | 11,64 %        | 11,64 | 1 / 15  | 1   |

### Liste des maires
| Période                                  | Période     | Identité        | Étiquette         | Qualité                         |
| ---------------------------------------- | ----------- | --------------- | ----------------- | ------------------------------- |
| Les données manquantes sont à compléter. |             |                 |                   |                                 |
| 1er juin 1995                            | 31 mai 2007 | Jean Buhler     | Entente communale | Adjoint au maire de 1991 à 1995 |
| 1er juin 2007                            | 31 mai 2015 | René Gunter     | Entente communale | Adjoint au maire de 1999 à 2007 |
| 1er juin 2015                            | en cours    | Patrick Bouvier | Chancy avance     | Adjoint au maire de 2007 à 2020 |

## Population

### Gentilé et surnom
Les habitants de la commune se nomment les Chancynois, quelquefois les Chancyliens. Ils sont surnomés lô Drèfeu, soit les orgueilleux, ceux qui se dressent en patois genevois.

### Démographie
La commune compte 1 651 habitants au 31 décembre 2023 pour une densité de population de 308 hab/km2. Sur la période 2010-2023, sa population a augmenté de 43,6 % (canton : 14,6 % ; Suisse : 9,4 %).  

## Culture et patrimoine
L'expression régionale « être à Chancy », qui désigne qu'une personne est perdue dans ses pensées, fait référence au village de Chancy comme celui-ci est situé à l'extrémité ouest de la Suisse.[réf. nécessaire]
Un site archéologique se trouve sur la commune, au lieu-dit du bois de Fargout : la tuilerie romaine des Bois de Chancy.
Jean Senebier est le pasteur de Chancy entre 1769 et 1773.
Tram de Chancy. La Société genevoise des chemins de fer à voie étroite est créée en 1888 pour desservir la campagne genevoise et la région frontalière. La ligne Genève-Chancy est exploitée de 1890 à 1938, mais est constamment déficitaire.

### Héraldique
| Blason | Blasonnement : D'azur à trois fleurs de lis de jardin d'argent. |